# Schwarzach 23 und der Schädel des Saatans
Schwarzach 23 und der Schädel des Saatans ist ein deutscher Fernsehkrimi von Matthias Tiefenbacher. Nach Schwarzach 23 und die Hand des Todes (2015) und Schwarzach 23 und die Jagd nach dem Mordsfinger (2016) ist es der dritte Teil der Schwarzach 23-Reihe über die turbulente Polizistenfamilie Germinger. Der Film lief am 30. April 2018 im ZDF.

## Handlung
Der Kopf des Maisbauers Herbi Zidinger wird, auf einen Pfahl gespießt, in einem seiner abgeernteten Maisfelder gefunden. Zidinger war Großabnehmer von Sax, einem Chemie- und Saatgutkonzern, und deshalb bei den umliegenden Biobauern unbeliebt. Kommissar Germinger nimmt zusammen mit seiner Schwester Anna, die zu ihm strafversetzt wurde, die Ermittlungen auf.
Die Familienbande um Herbi Zidinger sind vielschichtig. Zidinger hatte vor kurzem erfahren, dass er unter Parkinson litt und eine Lebenserwartung von nur noch wenigen Wochen hatte. Er lebte von seiner Frau Klaudia getrennt, aber weiter mit ihr auf dem Hof. Mit dabei wohnt Klaudias hochschwangere Schwester Lucy, die ein Kind von Zidinger erwartet. Klaudia hat eine Affäre mit dem vermeintlich polnischen Hofarbeiter Wazlav. Zidingers cholerischer Sohn Alois, von Frau und Kindern getrennt, lebt ebenfalls auf dem Hof. Er hasste den despotischen Vater und dessen Monokultur, und lastet ihm wegen der Pestizide den frühen Tod seiner Schwester sowie die vielen missgestalteten Ferkel aus der Schweinezucht an. Der Sax-Saatgut-Vertreter Joon De Ville, ein „Freund der Familie“, taucht immer wieder mit anscheinend wasserdichten Alibis auf.
Auch die Beziehungen der Germingers sind komplex. Franz Germinger senior, ehemaliger Kriminalbeamter im Ruhestand, gibt sich immer wieder mit abgelaufenen Dienstausweisen als Kommissar Germinger aus und mischt sich mit seinem ehemaligen Kollegen Obermaier in die Ermittlungen seines Sohnes ein. Mutter Erika hatte schon vor 30 Jahren ein Verhältnis mit dem undurchsichtigen Lebemann De Ville und verbringt eine Nacht mit ihm. Nun will sie nachholen, worauf sie damals zugunsten der Familie verzichtet hatte: mit De Ville durchzubrennen. Bei Anna Germinger hängt der Haussegen schief, da sie ihren Lebensgefährten, den Streifenpolizisten Didi, verdächtigt, mit dessen Kollegin fremdgegangen zu sein.
Nachdem zunächst Alois wegen eines Videos mit Morddrohungen gegen den Vater als Hauptverdächtiger in den Fokus der Ermittler gerät, finden diese schließlich den mutmaßlichen Tathergang heraus: Zidinger wollte angesichts seiner Krankheit mit seinem Sohn Alois reinen Tisch machen und auf den weiteren Einsatz von Pestiziden verzichten. Für De Ville wäre das eine geschäftliche Niederlage gewesen, und so hatte er versucht, ihn umzustimmen, doch vergeblich. Also schlug er ihn bewusstlos und legte ihn im Maisfeld ab, da er wusste, dass Wazlav am frühen Morgen mit dem Feldhäcksler das Feld abernten würde. Der Häcksler trennte Zidingers Kopf ab, während sein Körper zermahlen in der Silage verschwand. Im Polizeirevier konfrontieren sie De Ville damit und dass er Zidingers Kopf als Warnung an alle Bauern aufgespießt habe, doch mangels handfester Beweise kann De Villes Anwältin ihn freibekommen. Da taucht Erika mit gepacktem Koffer auf, um mit ihm durchzubrennen, doch er belächelt ihr Vorhaben und weist sie ab. Als er sich über den Parkplatz davon macht, fährt Erika ihn mit ihrem Auto um, was er nicht überlebt.
Bei einem abschließenden Grillfest ohne Erika beschließen die Germingers und Karl, nun zusammenzuhalten und Erika zu unterstützen, deren Anwalt „Spontanausfall der Bremsen“ als Verteidigungsstrategie vorgeschlagen hat.

## Hintergrund
Gedreht wurde der Film vom 10. Juli 2017 bis zum 9. August 2017 in München und Umgebung.

## Rezeption

### Kritiken
Auf kn-online.de urteilt Juliane Görsch, der Film könne „sich oft zwischen Ernst und schwarzem Humor nicht entscheiden. [...] Die schwarzhumorige Pointe am Schluss kommt dann allerdings unerwartet“.
Auf quotenmeter.de bescheinigt Sidney Schering dem Film zwar Ähnlichkeit mit dem Klassiker Der unsichtbare Dritte, insgesamt fällt das Urteil jedoch eher negativ aus: „Diese unterhaltsamen Anflüge versacken in diesem ZDF-Krimi allerdings in einer leblos inszenierten Geschichte, bei der einige Außenszenen übermäßig farbgefiltert sind. [...] Der tragikomische Nebenplot um die Germinger-Familie hält den dritten «Schwarzach 23»-Film dank des eingespielten Casts noch davon ab, völlig in die Beliebigkeit abzurutschen – setzt jedoch auch Kenntnis der Vorgängerfilme voraus.“
Rainer Tittelbach vergibt in seiner Filmbesprechung auf tittelbach.tv 4,5 von 6 möglichen Punkten und betont insbesondere die Andersartigkeit des Films im Fernsehprogramm: „„Schwarzach 23“ gehört ebenso nach wie vor zu den Ausreißern von der ZDF-Norm. Diese hinterfotzige Mischung aus Generationskonflikten & Geschlechterspezifik, aus Alptraumhaftem & Sozialkritik, aus Witz, Ironie und gelegentlich deftiger Mundart gibt es leider – in Reihe – nicht oft im deutschen Fernsehen.“

### Einschaltquoten
Bei seiner Erstausstrahlung im ZDF am 30. April 2018 sahen 4,61 Millionen Zuschauer den Film. Dies entsprach einem Marktanteil von 17,1 %.